# Drassyllus durango
Drassyllus durango Platnick & Shadab, 1982 è un ragno appartenente alla famiglia Gnaphosidae.

## Etimologia
Il nome proprio deriva dallo stato messicano di rinvenimento degli esemplari: Durango.

## Caratteristiche
Fa parte del frigidus-group di questo genere e ha notevoli somiglianze con D. huachuca e D. alachua; se ne differenzia per la parte mediana del margine anteriore dell'epigino di forma arrotondata.
L'olotipo femminile rinvenuto ha lunghezza totale è di 6,88mm; la lunghezza del cefalotorace è di 2,41mm; e la larghezza è di 1,80mm.

## Distribuzione
La specie è stata reperita nel Messico centrosettentrionale: a 2500 metri di altitudine nei pressi della cittadina di Otinapa, nello stato di Durango.

## Tassonomia
Al 2015 non sono note sottospecie e dal 1982 non sono stati esaminati nuovi esemplari